# Scorpiops pseudomontanus
Espèce
Scorpiops pseudomontanus est une espèce de scorpions de la famille des Scorpiopidae.

## Distribution
Cette espèce est endémique du Pakistan. Elle se rencontre au Gilgit-Baltistan dans le district de Gilgit au Khyber Pakhtunkhwa dans le district du Haut-Dir et en Azad Cachemire dans le district de Bagh.

## Description
Le mâle holotype mesure 60,0 mm et la femelle paratype 59,5 mm. Scorpiops pseudomontanus mesure de 50 à 60 mm.

## Publication originale
- Kovařík & Ahmed, 2009 : « Three new species of the genus Scorpiops Peters, 1861 (Scorpiones: Euscorpiidae: Scorpiopinae) from Pakistan. » Euscorpius, no 88, p. 1-11 (texte original).